# Tramvajska linija št. 2 (Szczecin)
Tramvajska linija številka 2 (Dworzec Niebuszewo – Turkusowa) je ena izmed 12 tramvajskih linij javnega mestnega prometa v Szczecinu. Povezuje Niebuszewo in Zdroje. Ova linija je začela obratovati 1908.
29. avgusta 2015 je bila trasa linije št. 2 podaljšana od postaja Basen Górniczy (mestne naselje Międzyodrze-Wyspa Pucka) do postaja Turkusowa (mestne naselje Zdroje).

## Trasa

### Trasa leta 2013
Dworzec Niebuszewo – Orzeszkowej – Asnyka – Kołłątaja – Wyzwolenia – Niepodległości – Wyszyńskiego – Energetyków – Gdańska – Basen Górniczy

### Trasa leta 2015
Dworzec Niebuszewo – Orzeszkowej – Asnyka – Kołłątaja – Wyzwolenia – Niepodległości – Wyszyńskiego – Energetyków – Gdańska – Eskadrowa – Hangarowa – Jaśminowa – Turkusowa